# Phaedyma shepherdi
Phaedyma shepherdi is een vlinder uit de onderfamilie Limenitidinae van de familie Nymphalidae. De wetenschappelijke naam van de soort is voor het eerst geldig gepubliceerd in 1858 door Frederic Moore.